# Niezwykłe przygody Mister Westa w krainie bolszewików
Niezwykłe przygody Mister Westa w kraju bolszewików (ros. Необычайные приключения мистера Веста в стране большевиков, Nieobyczajnyje prikluczenija mistiera Wiesta w stranie bolszewikow) – radziecka czarno-biała komedia z 1924 roku w reżyserii Lwa Kuleszowa. Parodia amerykańskich filmów przygodowych przedstawiająca przygody Amerykanina w scenerii starej części Moskwy.

## Fabuła
Amerykański senator – Mister John West (Porfirij Podobied) przyjeżdża do Moskwy. Nastraszony bredniami na temat brodatych bolszewików, zostaje ofiarą Żbana (Wsiewołod Pudowkin) – awanturnika i kryminalisty. Członkowie jego gangu (m.in. Aleksandra Chochłowa, Siergiej Komarow i Leonid Obolenski) przedstawiają Amerykaninowi życie w Moskwie, w taki sposób jakiego ten się spodziewał. Dopiero wkroczenie organów milicyjnych kończy z propagandą i powoduje prezentację właściwego oblicza państwa radzieckiego.

## Obsada
- Porfirij Podobied jako Mister John West
- Boris Barnet jako kowboj Jeddy
- Aleksandra Chochłowa jako grafini von Sachs
- Wsiewołod Pudowkin jako awanturnik Żban
- Andriej Gorczilin jako milicjant
- Siergiej Komarow jako jednooki
- Leonid Obolenski